# The Tuxedo
The Tuxedo is een Amerikaanse komische martialartsfilm van Kevin Donovan met in de hoofdrollen onder meer Jackie Chan en Jennifer Love Hewitt.

## Verhaal
Aan het begin van de film is Jimmy (Jackie Chan) een taxichauffeur. Vanwege zijn reputatie qua snelheid wordt hij de persoonlijke chauffeur van de mysterieuze Devlin (Jason Isaacs). Jimmy weet niet wat Devlin voor werk doet, maar ze mogen elkaar en worden vrienden. Wanneer Devlin als gevolg van een aanslag in coma raakt, blijkt dat hij een spion is. Jimmy vindt zijn aantekeningen en daarnaast een door een speciaal horloge bestuurde smoking (de "tuxedo" uit de titel) die de drager ervan bijzondere vaardigheden geeft zoals vechtkunst en een grote snelheid.
Jimmy besluit, met de smoking, de strijd aan te binden met de Banning Corporation, een door  Dietrich Banning (Ritchie Coster) geleid bedrijf dat de wereldwijde markt voor drinkwater in handen wil krijgen en daartoe eerst de Amerikaanse watervoorraden wil vergiftigen. Jimmy krijgt hulp van de briljante wetenschapper Del (Jennifer Love Hewitt).

## Rolverdeling
| Acteur               | Personage              | Opmerkingen                |
| -------------------- | ---------------------- | -------------------------- |
| Jackie Chan          | Jimmy Tong             |                            |
| Jennifer Love Hewitt | Delilah ("Del") Blaine | wetenschapper              |
| Jason Isaacs         | Clark Devlin           | spion                      |
| Ritchie Coster       | Dietrich Banning       | leider Banning Corporation |
| Debi Mazar           | Steena                 |                            |
| Peter Stormare       | dr. Simms              |                            |
| Bob Balaban          | Winston Chalmers       |                            |
| James Brown          | zichzelf               |                            |